# マイム・マイム
『マイム・マイム』（Mayim Mayim）は、開拓地で水を掘り当てて人々が喜ぶさまを歌ったイスラエルの楽曲である。イスラエル民謡と表記されることが多いが、原曲はエマヌエル・アミラン（ヘブライ語: עמנואל עמירן、Emanuel Pougatchov Amiran, Emanuel Pugashov Amiranなど）が1942年に劇の為に作曲した楽曲である。踊りはエルス・ダブロン （Else Dublon）が1937年に振付けたものである。日本ではフォークダンスやキャンプファイヤーでの定番曲として広く知られている。

## 曲の由来
『マイム・マイム』の原題は "U’sh’avtem Mayim"（וּשְׁאַבְתֶּם-מַיִם）であり、直訳すると「あなた方は水を汲む」という意味である。シオニズム運動によって全世界から現在のイスラエルの地に戻ってきたユダヤ人が「国を建て、新しい息吹きのもとに未開不毛の地に希望の「水」をひいて開拓にはげむ喜び」をあらわした歌であるとされている。
歌詞は、旧約聖書の一書で、三大預言書の一つイザヤ書第12章第3節の
をそのまま歌詞として用い、曲全体がこのフレーズ（あるいはその一部）のリフレインからなっている。ちなみに "mayim"（מים）はヘブライ語で「水」を、また "be-sasson"（בששון）は「喜びのうちに」をそれぞれ意味しており、したがって有名な一節である "Mayim mayim be-sasson"（מים מים בששון）は、水源の乏しい乾燥地に入植した開拓者たちが、水を掘り当てて喜ぶさまを表したものと解釈できる。
なお、イザヤ書はユダヤ教の聖典・旧約聖書の一書であるが、メシアの来臨を預言することから、後にユダヤ教から分派したキリスト教から見ればメシア＝イエス・キリストとして解釈されるため、当曲の「救いの井戸」を「救い主＝キリスト」のメタファーとする解釈も存在する。ただし、これはあくまでキリスト教徒からの視点であり、キリスト（ナザレのイエス）をメシアと認めないユダヤ教の立場からは、そしてユダヤ教徒が大部分を占める現代イスラエル人からは成されない解釈である。この曲はデガニアのキブツで作曲された。

## 日本における普及の経緯
フォークダンスは第二次世界大戦後、たまたまそれを趣味にしていたGHQの教育担当者を通して日本に紹介され終戦直後の人々が娯楽に飢えていた状況の中で瞬く間に各地に伝播した。また、当時GHQ以外にもアメリカの在日団体であるYMCAやYWCAなども野外レクリエーション普及の一環として当時の日本でフォークダンスの普及に力を入れていた。日本の団体では1956年に発足した社団法人日本フォークダンス連盟が指導者講習会などを通じてフォークダンスの普及に努めていたほか、政治運動や労働運動が活発だった時期には労働組合や一部の政党などが青年層の組織化の手段としてうたごえ運動などに加えてフォークダンスを利用しており、これが結果としてフォークダンス普及に寄与した点も指摘しうる。そしてこのような社会的状況の中で、他の曲と並びマイム・マイムも人々の間に浸透していったと見ることができる。マイム・マイムは日本フォークダンス連盟の資料では、日本では1951年にラリー・キースリーが教えている。1958年、アメリカのリック・ホールデンにより日本の小学校に急速に普及した。
一方、当時の文部省も終戦直後から国策として各都道府県の教育委員会を通じフォークダンスを各地に広めようとするなど、その普及に一役買っていた。教育面で見た場合、昭和30年代頃から小中学校の学習指導要領でフォークダンスの学習が義務付けられたこともマイム・マイムが日本でこれだけ広く普及したことと無関係ではない（ただし昭和50年代の学習指導要領ではフォークダンスの学習は任意とされていた時期があり、この時代に学齢期を過ごした人の中には、マイム・マイム自体を知らない人もいるようである）。

## マイム・マイムの振り付け
現在のマイム・マイムの振り付けは、1963年に来日したイスラエル人女性グーリット・カドマンが現地の踊り方をそのまま日本で指導し定着させたものである。よって振り付け自体曲の本来の意味から全く離れたところで日本人が独自に考案したものではなく歌詞の内容そのままに掘り当てた井戸の周りで輪になって踊り、“Mayim mayim mayim mayim hoy mayim be-sasson”（מים מים מים מים הוֹי מים בששון）と歌いながら井戸に向かって駆け寄っていくさまをダンスで表現したものということができる。
“Hey hey hey hey”（הי הי הי הי）という掛け声は、英語からの借用語。

## その他
- 1983年に、この楽曲に新たに歌詞を付けたものをなぎら健壱が「なぎらのマイムマイム」（作詞：なぎら健壱、編曲：実川俊晴）として、吉成かおりが「マイム・マイム」（作詞：伊藤アキラ、編曲：比呂公一）として、それぞれレコード発売した。

- 1983年にキワコがリリースしたビデオゲーム「ミスタージャン」のBGMに、この楽曲のメロディが使用されている。

- 1984年から1985年にかけてテレビ朝日系列で放送されたクイズ番組『あっぱれ外人 DONピシャリ!!』のエンディングテーマとして、この楽曲に新たに歌詞を付けた「MAYIM MAYIM '85」（作詞：森田由美／作曲・歌：OPEN SESAMI!）という曲が使用された。同番組終了後も「MAYIM MAYIM '86」として同局の子供向け番組『パックンたまご』で放送されたこともある。
- 1985年の「スズキ・マイティボーイ」のテレビコマーシャルでこの楽曲が使用された。CMの内容はカップルの乗った車の周囲をスーパー・エキセントリック・シアターの劇団員が体操服姿で曲に合わせながら踊るというもの。

- 丸美屋食品工業「うまいどんぶり」のテレビコマーシャルでこの楽曲のメロディが使われたこともある。

- 台湾ではマイム・マイムは「水舞」と呼ばれる。1957年にアメリカからフォークダンス指導者が台湾を訪れ、最初に教えたのがマイム・マイムであった。日本と同様台湾でもフォークダンスは一気に普及し、「水舞」はフォークダンスの代名詞的存在となっている[5]。

- フジテレビ系列で放送された『めちゃ×2イケてるッ!』のコーナー「ウマイム寺」でこの曲の替え歌が使われた。

- 東京都八丈島では夏期に盆踊りで「マイム・マイム」をプログラムに組み込んでいる。特に末吉地区の盆踊りで行われている、エレクトリックギターなどの電子音楽やドラムセット・和太鼓（楽器構成は年度による）のリズムに合わせたアップテンポの「高速マイム・マイム」が有名である[6]。「高速マイム・マイム」はネットでの話題だけでなく行政も取り上げている。東京都総務局八丈支庁によると「高速マイム・マイム」は観光客も参加して楽しむということである[7]。

## 関連文献
- 『すぐに役立つフォークダンスハンドブック』関 益久著、黎明書房、1999年 ISBN 4654075860